# آنری دونان
ژان آنری دونان یا ژان هانری دونان (به فرانسوی: Jean Henri Dunant) (زادهٔ ۸ مهٔ ۱۸۲۸ – درگذشتهٔ ۳۰ اکتبر ۱۹۱۰) یک تاجر و فعال اجتماعی سوئیسی بود. در طول یک سفر تجاری در ۱۸۵۹، او شاهد وقایع بعد از جنگ سولفرینو در ایتالیای امروز بود. او خاطرات و دیده‌های خویش را در کتاب خاطره‌ای از سولفرینو ثبت کرد، این کتاب الهام‌بخش آغاز کمیته بین‌المللی صلیب سرخ در سال ۱۸۶۳ شد. قرارداد ژنو در ۱۸۶۴ برپایهٔ ایدهٔ دونان بود. در سال ۱۹۰۱، وی به‌همراه فردریک پَسی اولین جایزهٔ صلح نوبل را دریافت کرد.

## مرگ و میراث
در میان چندین جایزه در سال ۱۹۰۳، دانان از دانشکده پزشکی دانشگاه هایدلبرگ مدرک دکترای افتخاری دریافت کرد. او تا زمان مرگش دریک خانه پرستاری در هایدن زندگی می‌کرد. در سال‌های آخر زندگی او، از افسردگی و پارانویا و شک به بیرون از خود رنج می‌برد. حتی چند روزی بود که دونان اصرار می‌ورزید تا آشپز پرستاری ابتدا غذا را مقابل چشمش بخورد تا از مسمومیت احتمالی وی مصون بماند. در سال‌های آخر او، به کالوینیسم حمله کرد و به‌طور کلی به آئین سازی پرداخت. او آرزوی مرگ می‌کرد تا این که در۳۰ اکتبر ۱۹۱۰ در ۸۲ سالگی از دنیا رفت.